# 6867 Kuwano
A 6867 Kuwano (ideiglenes jelöléssel 1992 FP1) a Naprendszer kisbolygóövében található aszteroida. Endate Kin és Vatanabe Kazuró fedezte fel 1992. március 28-án.